# Luc-la-Primaube
Luc-la-Primaube é uma comuna francesa na região administrativa de Occitânia, no departamento de Aveyron. Estende-se por uma área de 26,85 km². Em 2010 a comuna tinha 6 153 habitantes (densidade: 229,2 hab./km²).